# 李永學
李永學（： Lee Young-hak，1982年7月26日—），韓國殺人犯。

## 生平

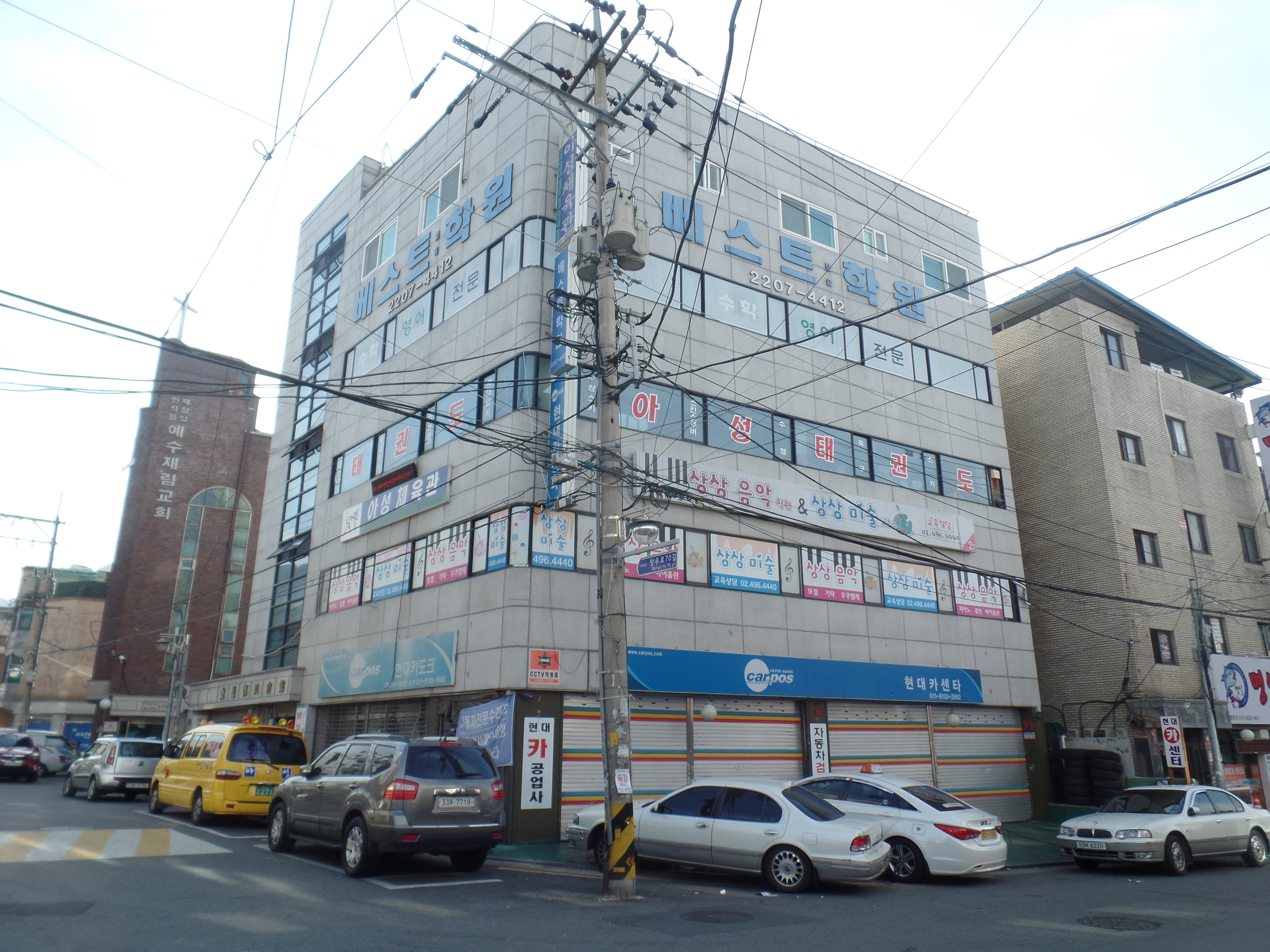
從外部觀察的事件發生地

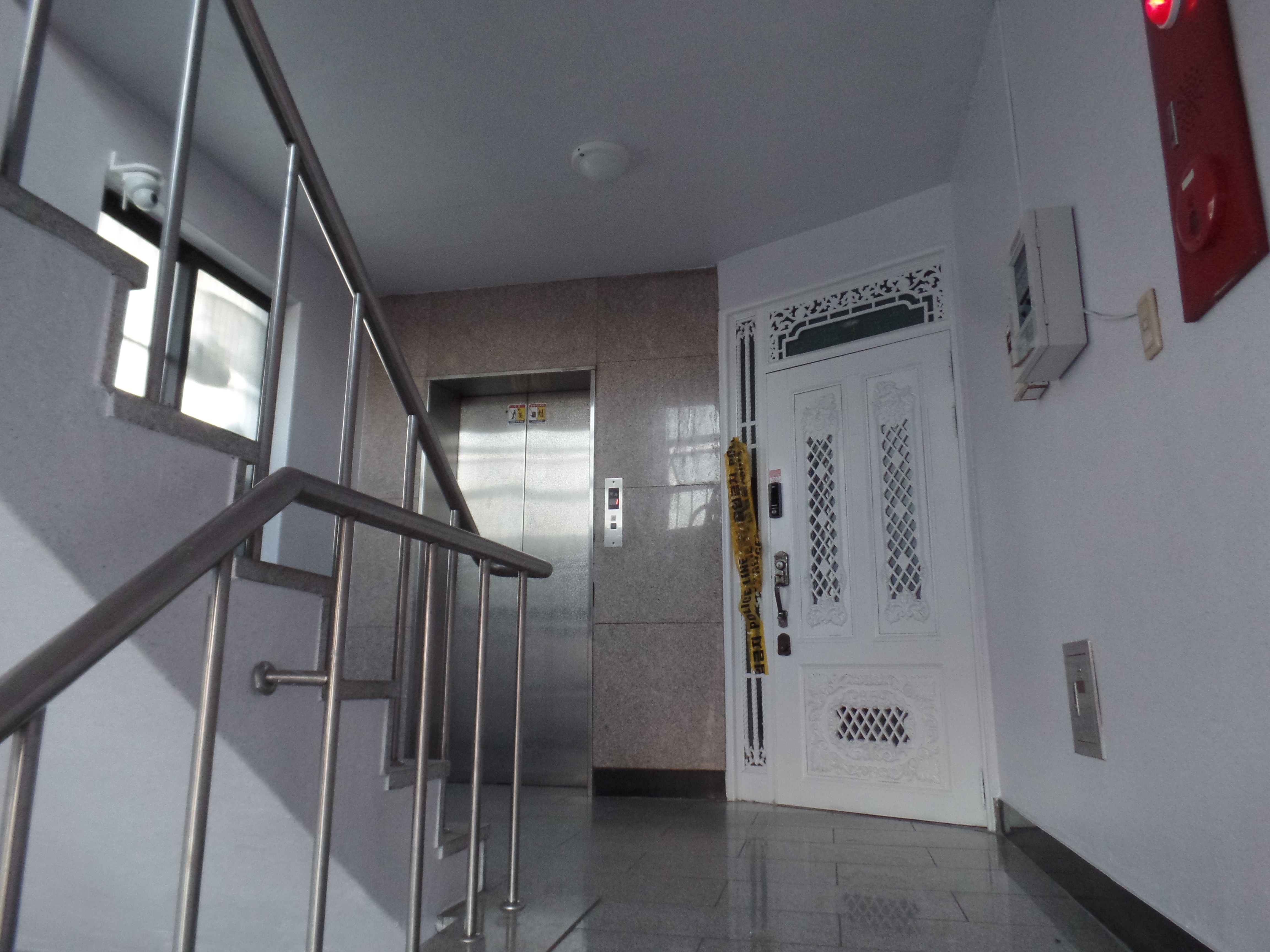
事件發生地的出入口

李永學於1982年7月26日出生在韓國庆尚北道荣州市，他是家中三兄妹中的么子。從9歲開始，他罹患了一種罕見且難以治療的疾病——巨大牙骨質瘤，這是一種會在牙齒和骨頭連接處形成的惡性腫瘤。他在經歷了5次手術後，雖然僅存一顆臼齒，但腫瘤的生長已經停止。
李永學在京畿道议政府市讀國中。當時他的國中老師回憶說：「1996年，李永學在國二時，曾身上沾滿血跡到校，並向同學炫耀他強暴了一位女同學，經過調查後，他也承認了這一事實。」老師也提到，原本打算將他退學，但校長阻止了，最終只給了輕微的處分。 老師還補充道：「當時李永學的父親是議政府的富翁，他母親也極力干預，才讓他順利畢業。儘管李永學因為無故缺席的天數超過學期1/3，按規定應該無法畢業，但校長違反規定強行讓他畢業。」 李永學的國中同學則表示：「他曾經與同年齡的三位朋友一起強暴一名女性，並目睹他帶小學生去買零食後進行性侵。」李永學的母親姓金，李的父親因為事業失敗而離婚。
李永學在18歲時，遇到14歲的崔美善，後來成為他的妻子。  他們在崔美善17歲時生下了一名女兒李雅妍。李永學的女兒在6個月大時被診斷出與父親相同的巨型白堊瘤，並在14歲前接受了7次手術。

## 臼齒爸爸的另一面
2005年，李永學在MBC的《直播話題焦點》節目中亮相。並以「臼齒爸爸」的形象為人所知。他在節目中展現了為罹患遺傳病的女兒募款，甚至遠赴美國尋求幫助的樣子，顯示出對女兒無微不至的愛護，因而引起了觀眾的關注。然而，隨著時間推移，儘管他對外聲稱家庭經濟困難並募款援助，但後來卻被揭發擁有多輛高價進口車，甚至進行改裝，過著奢華的生活。 
自2007年起，李永學被指定為基礎生活保障對象，每月領取約109萬韓元的生活補助金，加上殘障津貼，總計約160萬韓元。 雖然他被診斷為二級精神障礙，但他卻持有槍械許可證，並擁有多把合法槍支。 
李永學有詐欺、無照駕駛、住居侵入、竊盜等11項前科，他經常在網路社群上發布全身刺青的照片，並附上「成熟的真36年老混混」、「瞪我看看」等粗俗的文字。此外，他還透過推特，以「老混混」的暱稱招攬未成年青少年，聲稱提供食宿來引誘他們。 李永學招募多名女性進行性交易仲介，甚至也讓自己的妻子參與。李永學在網路和社群媒體上招攬嫖客和性交易女子，暗中拍攝性行為影片，之後上傳到成人網站賺錢。這些性行為影片裡，有不少都是拍攝他妻子的內容。李永學家中收集了許多性玩具，還在他妻子崔美善的私處紋上了貶低女性的字眼。 
從2017年7月起，他在江南的一棟辦公室裡開了一間單人按摩店，讓自己的妻子從事性交易。 

## 妻子死亡事件
2017年9月1日，李永學（35歲）的妻子崔美善（31歲）向韓國江原道的寧越警察署提出告訴，指控從2009年起，長達8年間遭到公公的性侵。”崔美善表示，2009年李永學為了女兒的醫療費赴美期間，她暫時住在江原道靈越的婆家，而此時起，公公開始對她進行性侵害。然而，崔美善在提出告訴僅四天後，於2017年9月5日在首爾中浪區忘憂洞的家中墜樓身亡。然而，當時的李永學並沒有顯露出應有的悲傷。反而在現場不斷使用手機，並且未曾觀看妻子被送往醫院的過程。更令人驚訝的是，在妻子過世三天後，李永學便在成人網站上發布了「尋找同居女伴」的廣告 
警方在調查過程中發現，崔美善的額頭上有疑似受到外力打擊的傷口。這與一般墜樓受傷的情況不符。經過進一步調查後，李永學承認曾對妻子進行暴力行為，警方因此對他加以傷害罪的指控。 
此外，崔美善的公公最初否認對她性侵，但後來根據崔美善身體上的DNA證據，公公改口承認曾與她發生性行為，但否認是性侵。 2017年10月25日，李永學的公公（60歲）被發現於江原道寧越郡的自宅前大棚內上吊自殺。發現屍體的人是李永學的母親。

## 國中女學生命案
2017年9月30日，南韓中年男子李永學在首爾特別市中浪區自宅內，藉由其女兒引誘14歲的女中學生金某到家中，讓金某服下混有安眠藥的飲料，企圖性侵金某。當金某醒來並反抗時，李永學將其勒死，隨後將屍體遺棄在江原道宁越郡上東邑德邱里的一座小山上，他于2017年10月5日被捕。 
在受害女中學生的遺體中，檢測出李永學平時因失眠症服用的安眠藥唑吡坦成分。李永學於2017年10月10日承認了犯罪事實。李永學被控誘拐中學生女兒的朋友後進行猥褻，並隨後殺害並遺棄她的遺體。此外，他也承認偽裝成交通事故，詐領約2830萬韓元的保險金。

### 調查
李永學從小學時期便將來家中玩的女兒朋友視為犯罪對象，並坦承他犯案的動機是為了滿足性慾。
遭害的受害者金某於2017年9月30日中午12點20分，與李永學的女兒一起進入位於首爾中浪區忘憂洞的李家。當日下午3點40分，李永學的女兒離開了家。李永學則在4個小時後的下午7點48分外出接女兒，於晚上8點14分一同回家。10月1日上午11点53分，李永學的女兒再次外出，於當天下午1點44分返家。 
根據首爾中浪警察署的調查，李永學和他的女兒事先計劃了誘騙行動，當金某來到家中時，李永學的女兒親手將摻有安眠藥的飲料交給金某，讓她喝下。當金某喝下含有安眠藥的飲料後入睡，李永學趁機將女兒支開，對金某進行猥褻。2017年10月1日上午，當李永學的女兒再次外出時，金某醒來並試圖反抗，李永學便用領帶勒住她的脖子，將其殺害。根據國立科學搜查研究所的屍檢結果，金某的遺體顯示出疑似受到工具虐待的跡象。 李永學與女兒一同將金某的屍體裝入行李袋，放進車輛後車廂，並將其遺棄在江原道靈巖郡的一座山上。在遺棄屍體的過程中，李永學利用了友人朴某（36歲）的車輛，朴某也協助李永學準備了藏匿處。
警方對李永學依據《兒童及青少年性保護法》起訴強制猥褻與殺人罪，並依據《刑法》起訴誘拐猥褻與遺棄屍體罪；對他的女兒則依照誘拐猥褻與遺棄屍體罪起訴並送交檢察機關。 協助李永學越獄的熟人朴某因潛逃和窝藏罪被移送至檢察機關，而他的哥哥李某（38歲）則因詐欺罪和隱匿罪被移送至檢察機關，但未被拘留。李某被控協助和教唆詐騙。
此外，警方還取得了李永學對其妻子進行性虐待的影片，並針對其他罪行進行調查。 
李永學承認了包括為妻子斡旋性交易在內的所有罪行。針對李永學及其他3名共犯的結案公判於1月30日舉行，檢方對李永學求處死刑。宣判公判於2018年2月21日進行。 

## 判決

### 李永學
2018年2月21日，首爾法院在一審中判處李永學死刑，理由是其所犯的罪行極為殘忍，對受害者造成了難以想像的痛苦。隔天就對判決提出上訴。9月6日的二審中，法院將死刑減輕為無期徒刑，認為死刑判決過於嚴苛，無法確保其再犯的可能性，因此改判為無期徒刑。11月29日，大法院在最終審理中維持了無期徒刑的判決，認為該案件屬於偶發性殺人，並非計畫性殺人，最終判處李永學無期徒刑定讞。

### 李雅妍
2018年11月，李永學的女兒李雅妍因協助其父親謀殺女兒同學，被判處有期徒刑六年，且四年內不得假釋。法院認定，李雅妍在案件中將受害者誘騙至家中，並讓其服下含有安眠藥的飲料。其後，李永學對受害者施暴並將其殺害。
根據韓國的少年法，未成年犯人可獲得較輕的刑罰，且在服刑四年後，若表現良好，有可能提前獲釋。該判決引發了有關少年犯刑罰輕重的社會討論。一些法律專家主張應針對嚴重犯罪加重處罰，另一些則認為少年犯應以矯正和教化為主要目標。此案也促使韓國社會重新審視是否應廢除少年法。

## 媒體
- 書籍《磨牙爸爸的幸福》(韓語：어금니 아빠의 행복)，ISBN 9788992404105 （2007年10月22日）
- 電視節目《BLACK：看見惡魔》(韓語：블랙: 악마를)，第一季第16集[25]（2022年6月17日）

## 外部連結
- 培養雅妍夢想與希望的另一個空間